# 文南里 (臺南市南區)
文南里位於臺灣臺南市南區，北邊跟文華里隔著建南路，東以金華路二段與廣州里為鄰，南邊則與金華里、彰南里隔著健康路二段、鹽埕舊溪。文南社區曾榮獲中華民國全國第四名的社區，在2005年第一屆府城十大傑出社區中亦得到金質獎。

## 簡介
文南里所在地過去是魚塭，並且原為文華里的一部份，民國七十九年（1990年）才自成一里，而其發展則是從開億建設在健康路興建第一批住宅開始。這一帶在1990年代聚集許多如鈕扣、裁縫、成衣等服飾加工業工廠，吸引許多雲嘉南以及彰化的沿海地區居民遷入，並成為全臺知名的「布市」，有「成衣加工堀」之稱。但隨著產業外移，當地的服飾加工業已經逐漸沒落。
1998年9月在里長陳清泉努力下，成立文南社區發展協會，由邱鴻津擔任首屆理事長，會員約200多人。在內政部推廣學習型社區行動方案時，該里與金華里為子母種籽社區，獲得金華社區的協助。而在成立發展協會之後，1999年1月又成立社區守望相助巡守隊，並在2001年始啟用全臺首例的社區寬頻間視系統，兩年後該系統更與金華派出所連線以保障社區治安，而在319槍擊案中該系統亦提供了相關的影帶資料。由於社區巡守隊運作良好，除獲得「臺南市守望相助績優獎」外，還在2001年舉辦過臺南市守望相助工作示範會。此外該社區在參與過921大地震救災後，成立了全臺第一批由社區組成的「睦鄰救援隊」。此外在1999年時，文南社區亦成立環保志工隊，有效地解決社區整潔、小廣告以及登革熱等問題，並設有由社區內低收入戶與獨居老人管理的資源回收站，其收入全歸負責人所有，除解決環保問題外亦補貼其生計，因而該社區曾在2002年代表臺南市辦理全國登革熱防治觀摩會、獲得環保署第十一屆全國十大環境保護模範社區之一，而該志工隊除里內環境之外，亦會在中秋節隔天前往黃金海岸淨灘。在社區文化方面，該社區除努力整理「布街文化史」之外，並於2003年創立有《文南社區報》。

## 爭議
2004年陳清泉里長向公所爭取在金華路至育南街長約263公尺，寬約12公尺的長南街段，鋪設玻璃大道。2005年因設計單位與里長辦公處對此工程有意見，造成路面刨除後，塵土飛揚，附近住戶苦不堪言且會車不便，讓工程延宕近一年才完工。長南街玻璃大道完工後遇雨容易讓行人滑倒或機車打滑，2006年8月故刨除玻璃大道重新鋪設柏油路面。

## 環境
文南里的店面主要集中在金華路二段、健康路二段、中華西路一段、建南路與文南路等地，其餘地區多為住家，而由於中華西路一段為南區通往台17線（西濱公路）的要道，故往來人車頻繁。
社區內設有文南公園，原為「兒公二公園」，因設計不佳且髒亂，故使用率甚低，後來經社區募得70多萬後予以改建並票選更名。

## 外部連結
- 台南市南區文南社區發展協會